# Chiesa di San Pietro Incarnario
La chiesa di San Pietro Incarnario, o più correttamente chiesa di San Pietro in Carnario,  è un luogo di culto cattolico che sorge nel centro storico di Verona, all'inizio di stradone San Fermo; fa parte della diocesi di Verona.

## Storia
La chiesa venne costruita prima del 955 grazie all'opera del conte di Verona Milone, in un luogo che in precedenza era stato adibito a carnarium, per cui un luogo che fin dall'età romana era adibito alla macellazione della carne o a cimitero, considerato il significato ambivalente che aveva quel termine in epoca romana e altomedievale; da questo deriva quindi il toponimo "Incarnario". Di questo antico edificio sopravvive solamente la cripta sotterranea dove tra l'altro si è conservato, su di un pilastro, l'antico affresco di una Crocifissione, di aspetto arcaico e databile probabilmente all'XI secolo.
Intorno al 1440 l'edificio chiesastico fu protagonista di importanti trasformazioni, con la costruzione del campanile e di una nuova abside, ancora presente. Nella seconda metà del XVIII secolo l'edificio venne ulteriormente rinnovato fino ad assumere una forma neoclassica, grazie al progetto dell'architetto Adriano Cristofali. Durante la seconda guerra mondiale subì gravi danni per cui dovette essere restaurato, e durante le stesse operazioni si decise di arretrate la facciata di ben 7 metri per esigenze di viabilità, eliminando in questo modo una campata e due delle cappelle laterali esistenti.

## Descrizione

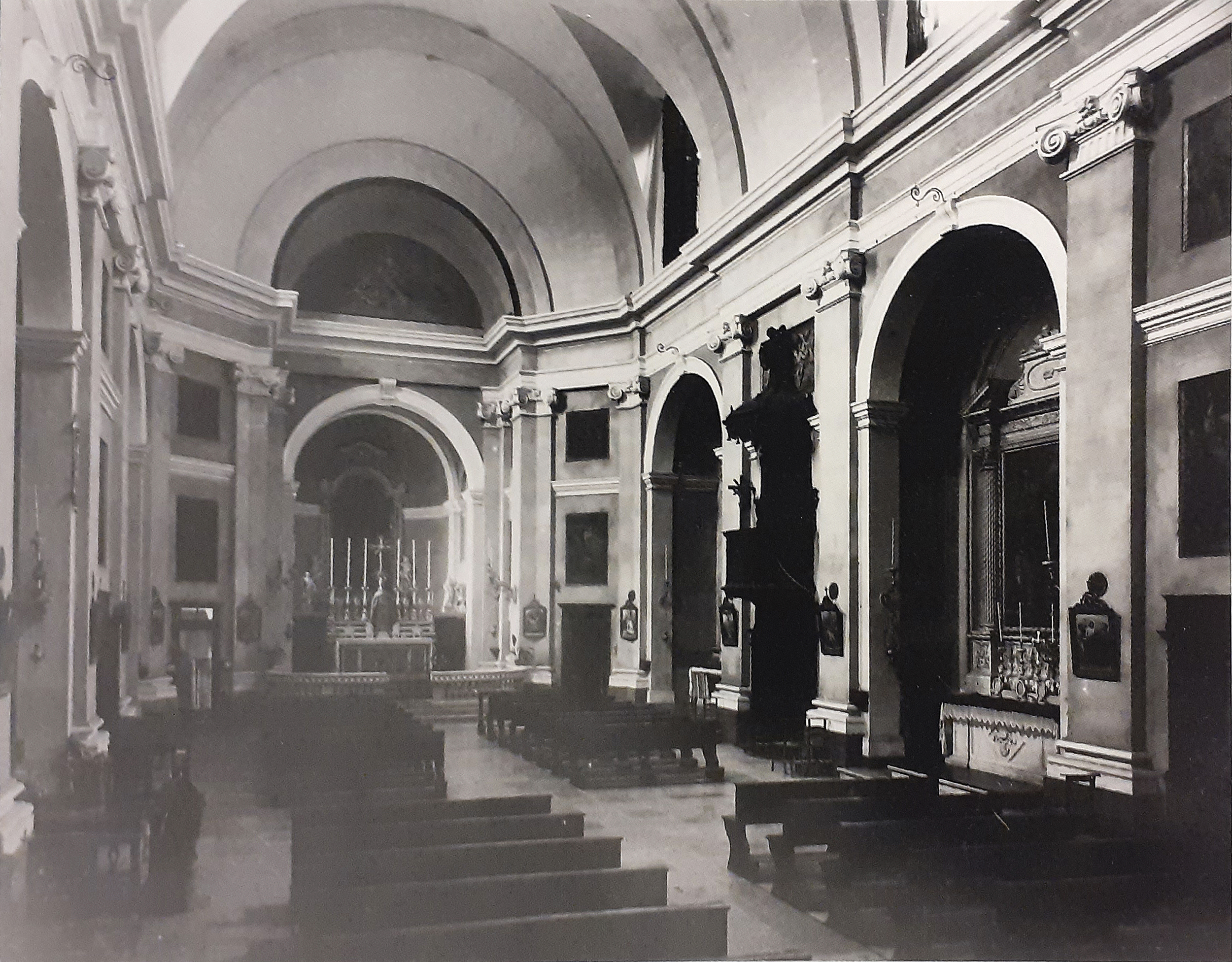
L'interno della chiesa prima delle trasformazioni subite nel dopoguerra

L'edificio chiesastico si presenta con una facciata a capanna di stile neoclassico preceduta da una scalinata, orientata verso ovest. Tramite l'alta scalinata si può accedere al portale d'ingresso coperto da un timpano, e sopra di questo si trova una finestra semicircolare. La facciata è racchiusa tra due lesene ioniche angolari che sorreggono una trabeazione su cui si imposta una cornice.
La pianta è ad aula rettangolare, terminante con un presbiterio rialzato di tre gradini rispetto al resto dello spazio e con concluso con un'abside. All'interno le pareti sono scandite da lesene ioniche che sorreggono una trabeazione e sono ornate con opere pittoriche su tela e ad affresco di Luigi Frisoni, mentre il presbiterio raccoglie la pala d'altare di Felice Brusasorzi. La copertura dell'aula è mediante volta a schifo con unghie laterali mentre quella del presbiterio mediante una volta a botte, sempre unghiata.
Sul lato sud del presbiterio si colloca la sagrestia, e sullo stessa fiancata si trova il campanile, che si contraddistingue per la presenza di una cella campanaria con aperture bifore e copertura conica.